# Comtech Computersysteme
comtech Computersysteme GmbH war ein 1985 gegründetes IT-Einzelhandelsunternehmen und Online-Versandhändler für Informationstechnik, Telekommunikation, Unterhaltungselektronik sowie Haushaltsgeräte und Elektrowerkzeug. 2003 meldete das Unternehmen Konkurs an. Die Marke wurde ab 2004 in einem neuen Unternehmen weitergeführt und 2015 von der norwegischen Komplett Group übernommen. Am 4. September 2019 meldete auch dieses Insolvenz an.

## Geschichte

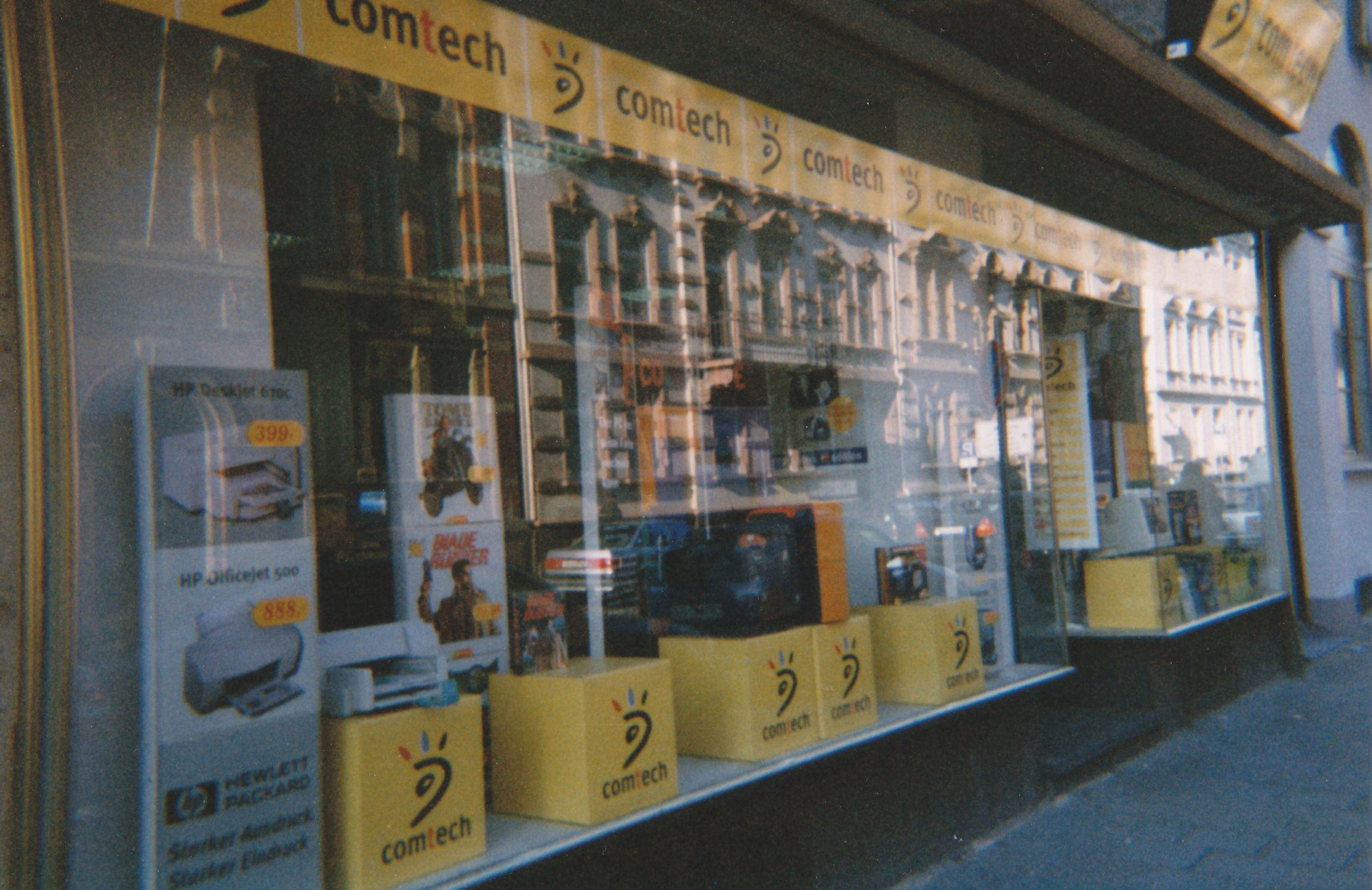
Comtech-Ladengeschäft

### Gründung und Aufstieg
1985 wurde die Comtech Vertriebsgesellschaft für Kommunikationssysteme durch den damals 25-jährigen Joachim Bäurle in Stuttgart gegründet. 1987 wurde die erste Filiale in Stuttgart eröffnet. 1990 wurde die neue Zentrale in Waiblingen bezogen.
Das Unternehmen versuchte, neue Technologien möglichst rasch anzubieten. Im Januar 1993 waren alle Comtech-PCs serienmäßig mit dem ZIF-Sockel für die CPU ausgestattet. Im Oktober 1993 erfolgte die europaweit erste Einführung des VESA Local Bus. Im Februar 1994 führte man als Erster in Europa den stromsparenden Green-PC ein. Im Dezember 1995 wurde die 100. Comtech-Filiale eröffnet.
Im August 1996 erwarb Comtech alle Rechte an der Marke Escom und übernahm 90 Escom-Filialen in Deutschland. Als hundertprozentige Tochter wurde die Escom 2001 GmbH gegründet. Im August 1997 wurde ein Vertrag über eine strategische Kooperation mit IBM geschlossen. Comtech fertigte und vermarktete exklusiv die IBM-Consumer-PCs der Modellreihe Aptiva. Im September 1997 stockte Comtech die Beteiligung an der französischen Escom von 65 auf 100 Prozent auf.

### Neuausrichtung
Im September 1997 erfolgte eine Neuausrichtung der Unternehmensgruppe. Die Filialketten Comtech und Escom wurden seither unter der gemeinsamen Marke comtech geführt. Im Dezember 1997 wurde die neue Handelsmarke Comtech eingeführt, welche die bisherige Eigenmarke Pacomp ablöste.
Im November 1998 schlossen Comtech und die Telefongesellschaft Mobilcom eine strategische Allianz. Im September 1999 wurde Comtech in den Mobilcom-Konzern integriert.

### Konkurs
Am 18. Juli 2002 teilte Mobilcom mit, die 62 Filialen zu schließen und für die 182 Festangestellten und 143 Teilzeitangestellten einen Sozialplan aufstellen zu wollen. Am 31. Juli 2002 übernahm die Trend-e-pak-Gruppe aus Wolfsburg die Hauptgeschäfte der Comtech-Unternehmensgruppe (Comtech Computersysteme GmbH und Comtech 2001 Computersysteme GmbH). Am 13. März 2003 reichten die ComTech Computersysteme GmbH und ComTech 2001 Computersysteme GmbH Eigenanträge wegen Insolvenz ein. Zum 28. November 2019 wurde der Verkauf über den Onlineshop eingestellt und das Unternehmen geschlossen.

### Neugründung und zweite Insolvenz
Im Frühjahr 2004 wurde der Markenname comtech sowie die Domain comtech.de von Joachim Ehmann gekauft und die comtech GmbH in Backnang gegründet. Das Unternehmen war unter diesem Namen als Internet-Handelsplattform aktiv. 2010 wurde der Firmensitz in das nahegelegene Aspach verlegt. Der Markenname Comtech ist in Deutschland geschützt.
2015 übernahm die norwegische Komplett Group, der größte Onlinehändler Skandinaviens, die Mehrheit an der Comtech GmbH und betrieb unter dem Label weiter einen Onlinehandel. Im selben Jahr erwirtschaftete das Unternehmen einen Umsatz von etwa 150 Mio. Euro. Anfang September 2019 meldete es schließlich Insolvenz am Amtsgericht in Stuttgart an (Aktenzeichen 5 IN 452/19). Der Geschäftsbetrieb wurde zu Ende November 2019 eingestellt, nachdem sich kein Investor für eine Fortführung der Unternehmung fand.

## Sonstiges
Ein Unternehmen gleichen Namens existiert als comtech it-solutions GmbH in Österreich. Dort ist der Name Comtech markenrechtlich geschützt.